# Pierre Bordas
Pour les articles homonymes, voir Bordas.
Pierre Bordas (/bɔʁdas/) est un éditeur français, né à Carcassonne le 5 juillet 1913, et mort à Barbizon le 5 octobre 2000,. Il est le fondateur des Éditions Bordas.

## Biographie

### Formation
Pierre Bordas est né à Carcassonne, le 5 juillet 1913. Sa famille, qui réside à Lyon, est originaire de Haute-Corrèze, en Limousin. Ses parents sont fonctionnaires de l’Instruction publique. Après des études au lycée Ampère de Lyon, il est diplômé de l’École des Hautes études commerciales (HEC) et de la faculté de Droit de Paris. 
Pierre Bordas a été commissaire de la marine marchande à la Compagnie générale transatlantique pendant trois ans, avant d'être mobilisé pour la Seconde Guerre mondiale en octobre 1939. Il est affecté en Belgique puis en Champagne avant d’être démobilisé.

### Création des Éditions Bordas
Installé à Grenoble, Pierre Bordas fonde avec son frère Henri les Éditions Bordas en 1944, puis il s'est installé à Paris en mai 1945. D’abord orienté vers la littérature et la bibliophilie, il était le premier à éditer Samuel Beckett en France (Murphy, 1947). Pierre Bordas a aussi publié Antonin Artaud (Artaud le Momo, 1947),  Aimé Césaire (Cahier d'un retour au pays natal, 1947), Paul Éluard (Le dur désir de durer, avec Marc Chagall, 1946), Philippe Soupault (L’Arme secrète, avec André Masson), Tristan Tzara (Le Signe de vie, illustré par Matisse), L'Antitête illustré par Max Ernst, Joan Miró, Yves Tanguy et De Mémoire d'homme, illustré par Pablo Picasso. 
Par la suite, il a décidé de s'orienter vers les éditions pédagogiques et les manuels scolaires. Son frère Henri, qui avait fondé quelques années auparavant les Cours universitaires de France (C.U.F.), une société d’enseignement scolaire par correspondance, apporte son expérience d’enseignant. Parmi ses premières collections scolaires, figurent notamment les plans pilotes Bordas, les guides pratiques pour le Bac (GPB), les manuels scolaires de biologie, d’histoire et de géographie, illustrés de photographies et de schémas en couleurs. 

### Succès éditoriaux et essor de la maison d'édition
Un de ses grands succès éditoriaux, qui fera la notoriété de Pierre Bordas, sont les manuels de la collection de littérature « Lagarde et Michard », dont le premier volume paraît en 1948. Cette anthologie de la littérature du Moyen Âge au XXe siècle, rédigée par André Lagarde et Laurent Michard, enseignants, a été éditée en six volumes, au fil des ans. Cette collection présente biographies, choix de textes, commentaires et notes ; elle comporte une riche iconographie, présentant des œuvres d’art de chaque période. 
Suivent les Atlas, le dictionnaire encyclopédique Focus, la collection des Petits Classiques, le dictionnaire Logos,  Le Grand dictionnaire des animaux, La Grande Encyclopédie de la nature, ainsi qu'une encyclopédie monumentale de plus de vingt volumes (Bordas Encyclopédie de Roger Caratini, traduite en plusieurs langues). Parallèlement à ces ouvrages pédagogiques, les Éditions Bordas publient de grands ouvrages de culture générale qui seront aussi des succès commerciaux : Le Monde et son histoire, grande collection d’Histoire en dix volumes, dirigée par Maurice Meuleau, La Cuisine de Raymond Oliver, Le Dictionnaire du cinéma de Roger Boussinot, Le Dictionnaire des arts de Pierre Cabanne, etc.

### Conflit de direction
En 1972, Pierre Bordas rachetait les sociétés Dunod et Gauthiers-Villars, ce qui a donné une dimension quelque peu démesurée à l’entreprise ; s’ensuivent des problèmes financiers qui ne vont pas faciliter la gestion de la société. Quelques années auparavant, déjà, des concours financiers de grandes banques ont modifié la composition du capital des Éditions Bordas. En 1977, Pierre Bordas prenait ses distances avec les actionnaires des Éditions Bordas, représentant les banques, devenus majoritaires au sein de son entreprise. En 1978, il a démissionné de son poste de président directeur général de la société qu’il avait fondé plus de trente ans auparavant.
Pierre Bordas décidait aussi de se retourner contre les dirigeants de son ancienne entreprise et entamait deux procédures contre les Éditions Bordas. Après avoir été débouté à deux reprises, Pierre Bordas obtenait satisfaction lorsqu’en 1984, la cour d’appel de Paris a déclaré qu’il est interdit à la Société Bordas toute utilisation du nom patronymique Bordas. Cependant, quelques mois plus tard, la Cour de cassation annula l’arrêt de la cour d’appel.

### Pierre Bordas et Fils
En 1978, Pierre Bordas crée avec son fils Thierry, une nouvelle maison d’édition, Pierre Bordas et Fils, qui a publié, en près de vingt ans, plus de cent cinquante titres, ouvrages scolaires et para-scolaires, ainsi que des beaux-livres et une collection sur le cinéma.
Pierre Bordas a écrit un livre de souvenirs, où il retrace sa vie d’éditeur : l’Édition est une aventure, publié aux Éditions de Fallois, en 1997. Il a aussi traduit Forest Notes de Robert Louis Stevenson, illustré de lithographies. À la fin de sa vie, il s’est consacré à la peinture des paysages de la forêt de Fontainebleau et des hauts lieux de Venise[réf. nécessaire].Voir notamment les deux expositions organisées à la galerie François Féderlé, à Barbizon, et à la librairie de Seine, à Paris. 
Il meurt le 5 octobre 2000 à Barbizon où il est inhumé.